# Вільям Ф'ю
Вільям Ф'ю (англ. William Few) (8 червня 1748-16 липня 1828) — американський бізнесмен, фермер, політик.
Народився у Меріленді, але переїхав до Північної Кароліни у віці 10 років. В 1771 році разом із батьком і братом приєднався до групи мешканців порубіжжя, які опиралися королівському губернаторові Північної Кароліни. Внаслідок цього брата повісили, а родина мусила тікати до Джорджії.
Обирався до конгресу Джорджії і Континентального конгресу. Був відсутній на багатьох засіданнях конвенту через справи у Конгресі США. Став одним із перших сенаторів США від Джорджії. В 1799 році. Переїхав до Нью-Йорка, де брав активну участь у політичному житті штату і банківській справі.